# Ourapteryx subvirgatula
Ourapteryx subvirgatula är en fjärilsart som beskrevs av Eugen Wehrli 1936. Ourapteryx subvirgatula ingår i släktet Ourapteryx och familjen mätare. Inga underarter finns listade i Catalogue of Life.